# Calls (série télévisée, 2017)
Cet article concerne la série télévisée française. Pour l'adaptation par Apple de la série télévisée française, voir Calls (série télévisée, 2021).
Calls, typographié CALLS (trad. : « Appels »), est une série télévisée française créée par Timothée Hochet et diffusée sur Canal+ Décalé à partir du 15 décembre 2017. Une seconde saison est diffusée sur Canal+ et MyCanal à partir de mai 2019, puis une troisième en décembre 2020. Elle compte à ce jour trois saisons et vingt-sept épisodes.

## Synopsis

### Saison 1
Des enregistrements sonores, issus de la boîte noire d'un avion, de cassettes d'un magnétophone, de messages laissés sur un répondeur ou d'appels à police secours, permettent de témoigner de tragiques événements survenus à différentes époques, mais tous connectés d'une manière ou d'une autre à une Apocalypse imminente.

### Saison 2
L’action des 10 épisodes de CALLS Chapitre 2 se situe avant les événements de la première saison : 10 enregistrements sonores retrouvés provenant d’une boite noire, d’un standard téléphonique, d’une émission de radio, des cassettes d’un psychiatre… et qui témoignent d’histoires très différentes mais toutes sidérantes.

### Saison 3
Cette troisième saison, toujours réalisée par Timothée Hochet, clôt l'expérience. Sept nouvelles histoires qui fourniront les réponses à certains mystères.

## Fiche technique
- Titre : Calls
- Création : Timothée Hochet
- Réalisation : Timothée Hochet
- Scénario : Timothée Hochet, Clémence Setti, Norman Tonnelier, Lucas Pastor
- Musique : Norman Cooper, Guillaume Ferran
- Direction artistique sonore : Norman Tonnelier / Niels Barletta / Aymeric Devoldère
- Direction artistique visuelle : Olivier Degrave
- Montage image : Bertrand Briard
- Montage son : Timothée Hochet
- Sound design : Norman Cooper, Thibault Delage, Aymeric Devoldère, Niels Barletta
- Création de langue fictive : Romain Filstroff
- Production : Lorenzo Benedetti, Lyes Boudechiche
- Sociétés de productions : Studio Bagel Production, Canal+ et l'Arrière Boutique
- Pays d'origine :  France
- Langue originale : français
- Genre : drame, Thriller
- Durée : 10 à 15 minutes par épisode
- Classification : déconseillé aux moins de 10 ans

## Distribution

### Saison 1

#### Épisode 1
- François Civil : Tom
- Juliette Lamboley : Laura
- Fanny Sidney : Lucie
- Nicolas Berno : Nick
- Kiren Van Den Brandeler : Maverick
- Benoit Blanc : Police secours
- Ali Krasner : une ambulancière
- Pénélope Reider : l'opérateur 911
- Myriam Ajar : une journaliste
- Bob Eisenstein : un journaliste
- Nicholas Mead : un journaliste
- Timothée Hochet : un journaliste
- Norman Tonnelier : un journaliste

#### Épisode 2
- Kyan Khojandi : Théo
- Margot Bancilhon : Gabrielle
- Aude Gogny-Goubert : Sun
- Julien Pestel : Manu
- Amaury de Crayencour : Isaïe
- Jacques Courtès : Lucien

#### Épisode 3
- Sara Forestier : Lisa Larcher
- Julie Sicard : une opératrice
- Nicholas Mead : les agresseurs 1 & 2
- Cécile Heckel : Rose Larcher
- Jérémie Bernier : un opérateur
- Timothée Hochet : un opérateur
- Norman Tonnelier : un opérateur
- Jean-Luc Atlan : le clown

#### Épisode 4
- Jérémie Renier : Joseph
- Camille Cottin : Mère de Gabriel
- Adeline Chetail : Gabriel/Enfant1 et 2
- Julie Sicard : police secours
- Benjamin Busnel : pasteur
- Pierre Alam : Timothée

#### Épisode 5
- Vincent Rottiers : Steve Ferrari
- Bastien Ughetto : Tim
- Cannelle Carré Cassaigne : Chloé
- Benoit Blanc : police
- Clémence Setti : Laura Sémi
- Olivier Gueritée : Maxime Lajoie
- Claudine Régnier : mère de Laura
- Timothée Hochet : facteur
- Myriam Ajar : voix du répondeur

#### Épisode 6
- Jérémie Renier : Joseph
- Baptiste Lecaplain : Arnaud
- Jérôme Niel : Rémi
- Nicolas Berno : réalisateur
- Yannick Blivet : assistant réalisateur
- Myriam Ajar : femme dans la forêt
- Jacques Courtès : Lucien
- Vanessa Brias : femme qui va rejoindre Dieu

#### Épisode 7
- Charlotte Le Bon : Rose Larcher
- Marc Zinga : Jason
- Bertrand Usclat : Cap-Com Houston
- Shelley Whittingham : Jane
- Tercelin Kirtley : spationaute ISS

#### Épisode 8
- Mathieu Kassovitz : Franck
- Roxane Bret : Fanny
- Clémence Setti : Sofia
- Myriam Ajar : Marion
- Vincent de Bouard : Fifi la souris
- Laurent Larcher : E. Médicale
- Timothée Hochet : John
- Cécile Heckel : organisateur Général
- Clara Quilichini : enfant
- Charlotte Le Bon

#### Épisode 9
- Gaspard Ulliel : Thomas
- Louise Monot : Raphaelle
- Vincent Tirel : Sylvain
- Antoine Schoumsky : Franck
- Sarah Gélin : Agathe
- Félix Guimard : médecin
- Pierre Alam : Adam
- Pauline Clément : Sophie

#### Épisode 10
- Marina Foïs : Sophie
- Jérémie Elkaïm : Benjamin
- Clara Quilichini : Marie
- Shelley Whittingham : anonyme
- Myriam Ajar : journaliste
- Nicholas Mead : journaliste
- Bob Eisenstein : journaliste

### Saison 2

#### Épisode 1
- Nahuel Pérez Biscayart : ????
- Marie Gillain : Émilie Dumont
- Nathan Willcocks : Javier
- Anaïs Parello : police
- Eléonore Costes : Louise

#### Épisode 2
- Mathieu Kassovitz : Franck
- Ludivine Sagnier : Yoko
- Claude Perron : mère de Yoko
- Bibi Jacob : journaliste
- Lexie Kendrick : civil à l'extérieur
- Tercelin Kirtley : centre de commande de la sécurité
- Debra Reynolds : voix automatique
- Hélène Sautjeau : messagerie

#### Épisode 3
- Ramzy Bedia : Adrien
- Paul Hamy : Maxence
- Charlotte Le Bon : Rose Larcher
- Ambroise Carminati : Pierrick
- Émilie Delaunay : Léa
- Valentin Jean : Bastien
- Mehdi Meddad : Medhi
- Catherine Sauval : mère de Maxence
- Thierry Mercier : voix du jingle

#### Épisode 4
- Sara Giraudeau : Anne Larcher
- Pierre Deladonchamps : Joachim Larcher
- Benjamin Busnel : prêtre
- Clémence Faure : sage-femme

#### Épisode 5
- Lambert Wilson : Paul Donner
- Karin Viard : Roxane Donner
- Alice Isaaz : Coralie
- Johann Cuny : écoutant 1
- Rosa Bursztein : écoutante 2
- Morgane Fleury : Élodie
- Lucas Pastor : accueil 1
- Jenny Letellier : accueil 2

#### Épisode 6
- Alice Pol : Marie
- Clara Quilichini : Petite fille
- Ramzy Bédia : Adrien
- Ambroise Carminati : Pierrick
- Émilie Delaunay : Léa
- Valentin Jean : Bastien
- Mehdi Meddad : Medhi

#### Épisode 7
- Laure Calamy : Élodie
- Bruno Sanches : Ben
- Claude Perron : mère adoptive
- David Salles : psychiatre
- Benoît Blanc : téléopérateur
- Adèle Galloy : hôtesse d'accueil
- Gabriel Mireté : police
- Otis Ngoi : témoin
- Jean Pennec : journaliste
- Hélène Sautjeau : Messa

#### Épisode 8
- Niels Arestrup : Adam
- Marie Gillain : Émilie Simon
- Marie Lanchas : mère d'Émilie
- Lionel Laget : père d'Émilie
- Pierre Alam : homme

#### Épisode 9
- Swann Arlaud : Olivier
- Karin Viard : Roxane
- Enya Baroux : Emma
- Florent Dorin : Camille
- Marie Kauffman : Diane
- Jean Pennec : message d'alerte
- Timothée Hochet : journaliste radio

#### Épisode 10
- Alban Lenoir : Yvan
- Simon Astier : Samuel
- Charlotte Le Bon : femme
- Thierry Gimenez : ????
- Chloé Guillossou : Rose

### Saison 3

#### Épisode 1
- Anaïs Demoustier : Constance
- Àstrid Bergès-Frisbey : Dagny
- Jacques Courtès : Prêtre

#### Épisode 2
- Alban Lenoir : Yvan
- Constance Labbé : Sérenity, Clem
- Adrien Ménielle : Patron
- Chloé Guillossou : Rose

#### Épisode 3
- Anaïs Demoustier : Flore
- Jérôme Niel : Funzzy
- Kaycie Chase : Zoé
- Thomas Vernant : homme

#### Épisode 4
- Karin Viard : Roxane
- Anaïs Demoustier : Rose
- Swann Arlaud : Olivier
- Anny Duperey : Anne
- Marie Kauffmann : Diane
- Philippe Rebbot : Jacques
- Charlotte Hennequin : Emma

#### Épisode 5
- Anaïs Demoustier : Flore
- Astrid Bergès-Frisbey : Zoé
- Jérôme Niel : Funzzy
- Marie Kauffmann : Lucile
- Constance Labbé : Laurie
- Jeanne Arènes : Valérie
- Anaëlle Godefroy : Journaliste

#### Épisode 6
- Anaïs Demoustier : Flore
- Alban Lenoir : Joao
- Swann Arlaud : Noah
- Marie Kauffmann : Lucile
- Mathieu Buscatto : Nemo
- Lucas Pastor : Naïm (policier 1)
- Anne-Sophie Delcourt : Journaliste
- Anouchka Csernakova : Mère de Lucile
- Jacques Courtès : Lucien/Chef de Mission NASA
- Benjamin Sibioude : Xavier (policier 2)

#### Épisode 7
- Anaïs Demoustier : Constance
- Astrid Bergès-Frisbey : Dagny
- Alice Lobel : Médecin
- Léopold Lemarchand : Infirmier
- Thibault Bosworth-Gerome : Tyler
- Ian Mc Camy : Dres
- Benoit Gourley : Greg

## Épisodes

### Saison 1 (2017-2018)
La première saison de Calls, composée de dix épisodes, est diffusée sur Canal+ Décalé entre décembre 2017 et janvier 2018.
|       | Nom de l'épisode                                                | Date de sortie   |
| ----- | --------------------------------------------------------------- | ---------------- |
| no 1  | 2028 - Appels téléphoniques (Paris - New York)                  | 15 décembre 2017 |
| no 2  | 2026 - Masques faciaux de plongées (Océan Atlantique)           | 15 décembre 2017 |
| no 3  | 2004 - Appel enregistré 17 (Nancy)                              | 22 décembre 2017 |
| no 4  | 2027 - Sources multiples (Servon / France)                      | 22 décembre 2017 |
| no 5  | 2028 - Répondeurs téléphoniques (Paris)                         | 29 décembre 2017 |
| no 6  | 2028 - Prises son d’un long-métrage (Forêt Domaniale d’Orléans) | 29 décembre 2017 |
| no 7  | 15/11/2028 - Archives NASA (ISS)                                | 5 janvier 2018   |
| no 8  | 2027 - Talkies Walkies (Magicland)                              | 5 janvier 2018   |
| no 9  | 2025 - Boîte Noire (Boeing 747)                                 | 12 janvier 2018  |
| no 10 | 1999 - Sources multiples (Lieu inconnu / France)                | 12 janvier 2018  |

### Saison 2 (2019)
La deuxième saison de Calls, composée de dix épisodes, est diffusée sur Canal+ en mai 2019.
|       | Nom de l'épisode | Date de sortie |
| ----- | --- | -------------- |
| no 1  | 2024 - Sleep Recordin App / Appels Téléphoniques (Huesca - Espagne) - Dans le noir | 27 mai 2019    |
| no 2  | 11/09/2001 - Appels Téléphoniques (New York - USA) - Le rendez-vous | 27 mai 2019    |
| no 3  | 2021 - Enregistrement radiophonique (Paris - France) - L'auditeur | 27 mai 2019    |
| no 4  | 05/1958, 07/1958, 11/1958, 03/1959, 11/1959, 01/1960, 05/1960, 11/1962, 01/1963, 11/1963, 12/1963, 04/1965, 06/1965, 02/1966, 05/2006 - Cassette dictaphone EL3581 (France) - Souvenirs audio | 27 mai 2019    |
| no 5  | 2001 - Appels téléphoniques Service d'Aide à l'Enfance (Val-de-Marne - France) - Manque d'amour                                                                                               | 27 mai 2019    |
| no 6  | ???? - Documentaire Audio / Prise Son Binaural (2CXF+P6 Belvédère, France) - Sous la terre | 27 mai 2019    |
| no 7  | 2026 - Répondeur / Appels / Dictaphone (Ile-de-France) - Le dernier message | 27 mai 2019    |
| no 8  | 2023 - Dictaphone (Savoie) - Better Call Satan | 27 mai 2019    |
| no 9  | 2028 - Fichier son micro voiture (Les Brugassières, France) - La route | 27 mai 2019    |
| no 10 | 2002 - Micro-trottoir / Rushs Son / Appel (France) - Chasseur de fantômes | 27 mai 2019    |

### Saison 3 (2020)
La troisième saison de Calls, composée de sept épisodes, est diffusée sur Canal+ en décembre 2020
|      | Nom de l'épisode                                                     | Date de sortie   |
| ---- | -------------------------------------------------------------------- | ---------------- |
| no 1 | ???? - Appel téléphonique - L'égarée                                 | 10 décembre 2020 |
| no 2 | 05/01/2023 - Conversation téléphonique (Le Mans - France) - Le lâche | 10 décembre 2020 |
| no 3 | ???? - Enregistrement de caméras (Beaujan - France) - L'innocente    | 10 décembre 2020 |
| no 4 | 06/01/2023 - Dictaphone d'Anne Larcher (Meaux - France) - La Cène    | 10 décembre 2020 |
| no 5 | ???? - L'oubliée                                                     | 10 décembre 2020 |
| no 6 | 2028 - Conférence de presse NASA (Houston - USA) - Les écoutants     | 10 décembre 2020 |
| no 7 | ???? - Les autres                                                    | 10 décembre 2020 |

## Production

### Origine
À l'origine, Calls est un court-métrage sortie le 3 octobre 2016 sur la chaîne YouTube de Timothée Hochet. La trame scénaristique de la vidéo est la même que celle du premier épisode de la première saison de la série.

### Azazilúŝ
Le vulgarisateur en linguistique Romain Filstroff a créé pour les besoins de la série une langue construite, l'azazilúŝ, présente dans les épisodes 1, 4, 8 et 9 de la première saison. Son vocabulaire est dérivé de langues antiques comme l'akkadien, le hittite, le sumérien ou l'élamite, ce qui laisse penser qu'il a influencé ces dernières.

## Accueil
La première saison est très bien accueillie en France.
Du côté de la presse, Les Inrockuptibles relatent une « expérience sonore jamais vue » et Le Monde une « trouvaille à découvrir ». Le Parisien fait aussi l'éloge de la série, remarquant le talent de Timothée Hochet et parlant d'un résultat « bluffant ».

## Adaptation américaine
Le 21 juin 2018, Apple annonce l'adaptation américaine de Calls, en coproduction avec Studio Canal. Elle marque la première collaboration internationale entre Canal+ et Apple. La série est disponible sur la plateforme Apple TV+, ainsi que sur Canal+ depuis le 19 mars 2021. 